# Heliococcus quadriglandularis
Heliococcus quadriglandularis är en insektsart som beskrevs av Bazarov 1974. Heliococcus quadriglandularis ingår i släktet Heliococcus och familjen ullsköldlöss. Inga underarter finns listade i Catalogue of Life.